# مادلين دي سكوديري
مادلين دي سكوديري (بالفرنسية: Madeleine de Scudéry) (15 نوفمبر عام 1607 - 2 يونيو عام 1701)، غالبًا ما تُعرف باسم الآنسة دي سكوديري، وهي كاتبة فرنسية.
تُظهر أعمالها معرفةً شاملة بالتاريخ القديم لدرجة أنه يُشتبه في أنها تلقت تعليمًا خاصًا باللغتين اليونانية واللاتينية. في عام 1637، بعد وفاة عمها، أسست سكوديري حياتها في باريس مع شقيقها جورج دي سكوديري، الذي أصبح لاحقًا كاتبًا مسرحيًا. غالبًا ما استخدمت مادلين اسم شقيقها الأكبر، جورج، لنشر أعمالها. تم الاعتراف بها على الفور في فندق رامبوييه الذي ضم أتباع الحركة الأدبية الفرنسية في القرن السابع عشر (بريسيوس)، إلى أن أنشأت بعد ذلك صالونًا أدبيًا خاصًا بها أطلقت عليه اسم (جمعية السبت). في النصف الأخير من القرن السابع عشر، باستخدام الاسم لمستعار سافو أو اسمها الخاص، تم الاعتراف بها كأول سيدة مثقفة في فرنسا والعالم. شكلت علاقة رومانسية وثيقة مع بول بيليسون والتي انتهت بوفاته في عام 1693. وهي لم تتزوج قط.

## سيرتها الذاتية
ولدت في لوهافر، نورماندي، في شمال فرنسا، لعائلة فقيرة، لكنها تلقت تعليمًا جيدًا للغاية. توفي والدها، قبطان الميناء في لوهافر، في عام 1613، ثم توفت والدتها بعد فترة وجيزة. انتقلت مادلين وشقيقها جورج دي سكوديري إلى منزل عمهما، الذي بدوره قدم لهما الرعاية الكاملة. حرص العم على تلقي مادلين تعليمًا شاملًا: حيث درست الكتابة والتهجئة والرسم والرقص والرسم وأشغال الإبرة. بالإضافة إلى ذلك، درست مادلين بمفردها الزراعة والطب والطبخ واللغتين الإسبانية والإيطالية.

## سنواتها الأخيرة
استمرت مادلين بالعيش مع شقيقها لأكثر من ثلاثين عامًا، وفي أيامها الأخيرة قامت بنشر العديد من المجلدات التي تضم مجموعة من المحادثات، والتي يمكن القول بأنها مستخلصة من رواياتها، ما شكل نوعًا من مجموعة مختارات أعمالها الأدبية. عانت سكوديري من كونها صماء طيلة السنوات 40 الأخيرة من حياتها. لقد عاشت لفترة أطول من بعد فقدانها شهرتها، لكنها احتفظت بدائرة من الأصدقاء، مثل ماري دوبري، التي كانت صديقتها الأقرب، والتي لقبتها باسم «سافو لا مثيل لها».
تم نشر كتابها الحياة والمراسلة في باريس من قبل دار إم إم. راثيري وبوترون في عام 1873.

## إرثها
تُعد مادلين دي سكوديري جزءًا من حركة أدبية ظهرت في أواخر عصر النهضة في إنجلترا وفرنسا حيث استخدمت فيها النساء نظرية بلاغية كلاسيكية خاصة بهن. راجعت النص ليتم تصميمه على نمط المحادثة بدلًا من الخطابة، مفضلةً ذلك كوسيلة للبلاغة، إذ يتبنى فيها المتحدثون الجّدد في الصالون الأدبي أفكار القدامى ويختارون الإجماع بدلًا من الجدل. تُعد مادلين دي سكوديري واحدة من الشخصيات المركزية المرتبطة بمحادثة «الصالون الأدبي» وكتابة الرسائل.